# Seekirchen am Wallersee
Seekirchen am Wallersee város Ausztriában, Salzburg tartományban a Salzburg-Umgebungban található. Területe 50,3 km², lakosainak száma 10 521 fő, népsűrűsége pedig 209 fő/km² (2016. január 1-jén). A település 512 méteres tengerszint feletti magasságban helyezkedik el.
A település részei:
| - Bayerham (151 fő) - Brunn (969) - Fischtaging (247) - Halberstätten (205) - Huttich (273) - Kothgumprechting (143) - Kraiham (130) - Mayerlehen (268) | - Mödlham (434 fő) - Ried (211) - Schmieding (108) - Schmiedkeller (127) - Schöngumprechting (258) - Seekirchen am Wallersee (3.245) | - Seewalchen (1.030 fő, 2015. január 1-jén) - Waldprechting (1.417) - Wies (181) - Wimm (229) - Wimmsiedlung (525) - Zaisberg (111) |

## Fordítás
Ez a szócikk részben vagy egészben  a   Seekirchen am Wallersee című német Wikipédia-szócikk ezen változatának fordításán alapul.  Az eredeti cikk szerkesztőit annak laptörténete sorolja fel. Ez a jelzés csupán a megfogalmazás eredetét és a szerzői jogokat jelzi, nem szolgál a cikkben szereplő információk forrásmegjelöléseként.